# Ujung Batu IV
Ujung Batu IV is een bestuurslaag in het regentschap Padang Lawas van de provincie Noord-Sumatra, Indonesië. Ujung Batu IV telt 2565 inwoners (volkstelling 2010).